# 武雄鍋島家
武雄鍋島家（たけおなべしまけ）は、藤原北家利仁流と称する武家・士族・華族だった家。前身は平安時代末期より肥前国武雄を領した後藤氏であり、戦国時代に龍造寺氏ついで鍋島氏に仕えた。江戸時代には佐賀藩主鍋島家の家老家として鍋島姓を許され、維新後、士族を経て華族の男爵家に列した。

## 歴史
前身の後藤氏は、藤原北家利仁流と称する。前九年の役で戦功があった河内国坂戸荘の後藤章明は肥前国塚崎の地頭に任じられ、その子資茂がはじめて武雄に来たという。資料上実在が確認されるのは承安2年（1172年）の4代目の宗明。以降武雄地方の土豪として発展した。鎌倉時代の弘安4年（1281年）には当時の当主後藤氏明が元軍と戦い戦功を挙げた。南北朝時代の光明は肥前の南朝方武将として戦った。
戦国時代の後藤貴明は、大村純前の子だが、有馬晴純の子純忠に大村氏の家督を奪われたため、武雄後藤氏に養子に入ると大村純忠の領地に侵攻して大村氏と争うようになった。やがて危機に陥ると佐賀の龍造寺隆信に接近し、その三男の家信を養子に迎えて隆信の傘下に入った。これにより後藤氏は龍造寺氏の一門となった。その後家信は龍造寺氏にとってかわった鍋島氏に仕えた。
江戸時代には後藤氏は佐賀藩鍋島家の家老家となる。当時の当主茂綱が鍋島直茂の養妹を室に迎えたことで、親類同格となって鍋島姓を許された。これ以降「武雄鍋島家」と呼ばれるようになった。家禄は2万6000石、後に2万1600石。幕末維新期の当主は茂昌であり、戊辰戦争では出羽国において庄内藩征討に従軍して戦功を挙げた。
明治維新後には武雄鍋島家は当初士族だった。明治17年（1884年）に華族が五爵制になった際に定められた『叙爵内規』の前の案である『爵位発行順序』所収の『華族令』案の内規（明治11年・12年ごろ作成）や『授爵規則』（明治12年以降16年ごろ作成）では万石以上陪臣が男爵に含まれており、武雄鍋島家も男爵候補に挙げられているが、最終的な『叙爵内規』では旧万石以上陪臣は授爵対象外となったためこの時点では武雄鍋島家は士族のままだった。
明治15年・16年ごろ作成と思われる『三条家文書』所収『旧藩壱万石以上家臣家産・職業・貧富取調書』は、茂昌について所有財産を旧禄高2万1600石、所有財産は金禄公債3万145円、田畑18町4反9畝13歩、山林253町2反14歩、宅地1町2反15歩、職業は無職、貧富景況は空欄と記している。
旧主家の鍋島直大侯爵が武雄鍋島家を含む一門の維新有功者の叙爵を求める運動を起こし、明治30年（1897年）10月27日には白石鍋島家や多久家、諫早家などが男爵に叙されたが、茂昌はそれに遅れて明治40年（1907年）9月21日付けで男爵に叙された。
その孫の3代男爵綱麿の代に武雄鍋島男爵家の住居は佐賀県杵島郡武雄町にあった。